# Jackie Cruz
Jackie Cruz (właśc. Jacqueline Chavez, ur. 8 sierpnia 1986 w Nowym Jorku) – amerykańska aktorka i piosenkarka, która wystąpiła m.in. w serialu Orange Is the New Black.

## Filmografia

### Filmy
| Rok  | Tytuł                              | Rola            | Uwagi       |
| ---- | ---------------------------------- | --------------- | ----------- |
| 2016 | The Lonely Whale                   |                 | krótkometr. |
| 2019 | The Dying Kind                     |                 | krótkometr. |
| 2019 | 13 Steps                           | Izar            |             |
| 2020 | Faraway Eyes                       | Susan           |             |
| 2020 | Grzeczne dziewczyny tego nie robią | Nessa Jennings  |             |
| 2020 | Rosa                               | Rosa            | krótkometr. |
| 2020 | Tremors: Shrieker Island           | Freddie         | film DVD    |
| 2021 | Midnight in the Switchgrass        | Suzanna         |             |
| 2021 | Lansky                             | Dafne           |             |
| 2022 | Panama                             | Cynthia Benitez |             |
| 2023 | All the World Is Sleeping          | Toaster         |             |
|      | 13 Steps                           | Izar            | ukończony   |

### Telewizja
| Rok       | Tytuł                             | Rola                     | Uwagi          |
| --------- | --------------------------------- | ------------------------ | -------------- |
| 2007      | The Shield: Świat glin            | Graciela                 | 1 odc.         |
| 2008      | Mój śmiertelny wróg               | dziewczyna Mendeza       | 1 odc.         |
| 2013–2019 | Orange Is the New Black           | Marisol "Flaca" Gonzales | w gł. obsadzie |
| 2014      | Unforgettable: Zapisane w pamięci | Maria Torres             | 1 odc.         |
| 2016      | Zaprzysiężeni                     | Rosa Alvarez             | 1 odc.         |
| 2020      | Good Girls                        | Rhea                     | 3 odc.         |
| 2020      | Acting for a Cause                | Lady Capulet             | 1 odc.         |